# Енос (місто)

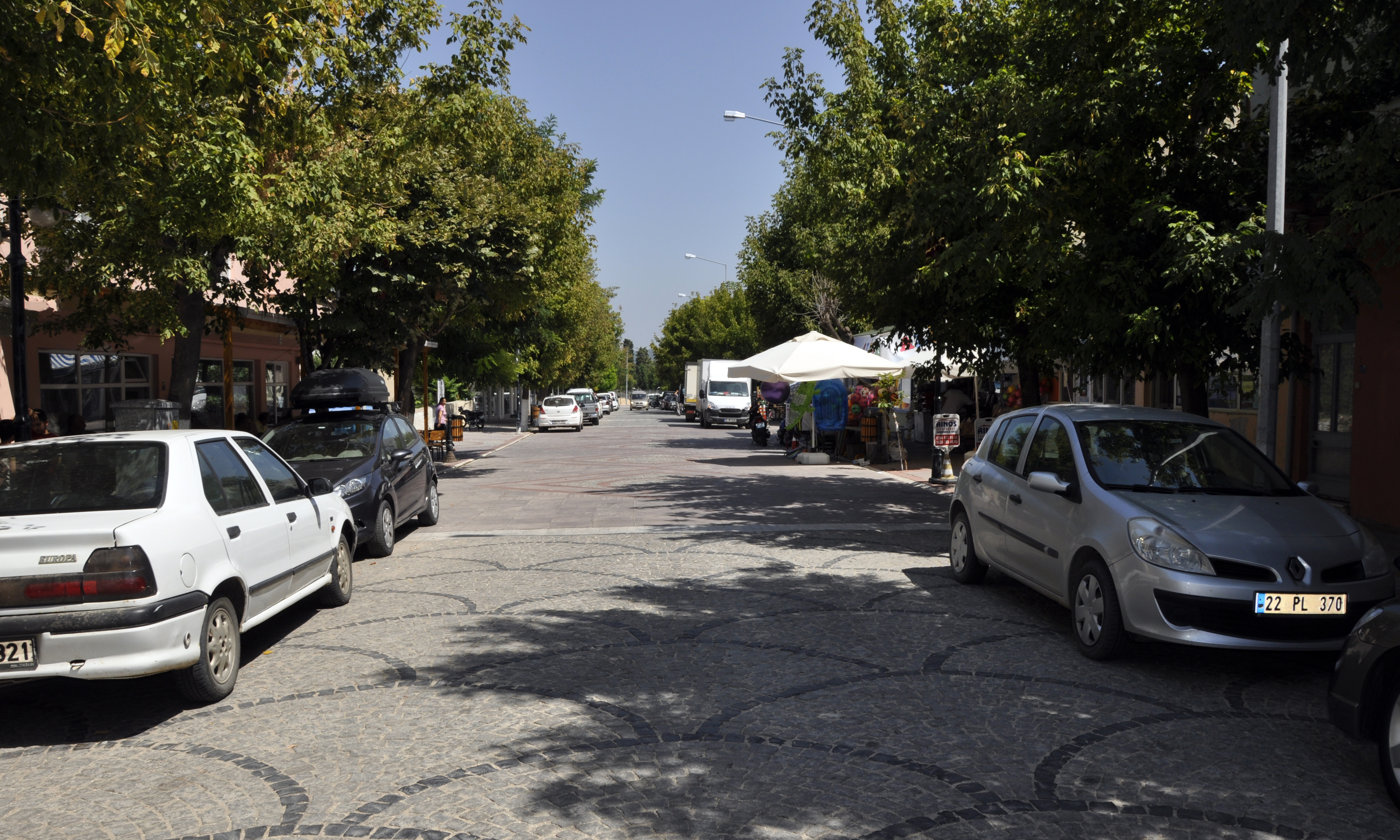
Enez

Енез (тур. Enez, грец. Ενέζ), інколи Енос (дав.-гр. Αίνος, лат. Aenos, болг. Енос) — турецьке місто у Східній Фракії, розташоване на березі Егейського моря на південний схід від гирла річки Мариця.
За переписом 2010 року населення Еноса становило 3826 мешканців.

## Історія
Перша згадка про поселення під назвою Енофен (дав.-гр. Αίνόθεν) збереглася у Гомера. Першопоселенцями в ньому були фракційці, від яких місто отримало ім'я Полтімбрія, на честь фракійського царя Полтіса. Згодом було колонізоване еолійцями з Ким і Лесбоса. Наприкінці VI ст. до н. е. був завойований перським воєначальником Мегабазом і приєднаний — із збереженням самоврядування — до держави Ахеменідів. Під час греко-перських війн Енос увійшов до Делоського союзу. З 343 р. до н. е. — під владою Македонії.
У 146 р. до н. е. — перебував у складі Римської держави, а потім — Візантії.
У 1204–1261 рр. — під владою хрестоносців, у 1261 році Енос повернули собі візантійці. В 1355 р. фактичний контроль над містом отримала генуезька родина Гаттілузіо, яка також володіла Фокеєю в Малій Азії і островом Лесбос. Незабаром після захоплення Константинополя в 1453 році, армія  османського султана Мехмеда II у 1456 р. захопила також і Енос.
У 1912 році місто здобула болгарська армія і за Лондонським договором Османська імперія відмовилися від прав на Енос, проте вже за наслідками Другої Балканської війни відновила свою владу. У 1918–1922 роках місто окупувала грецька армія. Але за Лозаннським договором Енос повернули Туреччині.